# Rodolfo Giuliani
Rodolfo Giuliani (Roma, 7 aprile 1928) è un ex rugbista a 15 italiano, in carriera attivo nel ruolo di terza centro della Rugby Roma e internazionale per l'Italia.

## Biografia
Rodolfo nasce a Roma, in Italia.
Gioca a livello di club con la Rugby Roma, laureandosi Campione d'Italia 1948-49.
Il 6 maggio 1951 esordisce con la maglia della Nazionale italiana nel test match contro la Spagna, partendo titolare; la partita terminò 12-0 per gli Azzurri.

## Palmarès
- Campionati italiani: 1
Rugby Roma: 1948-49